# 大田坝镇
大田坝镇，是中华人民共和国云南省保山市昌宁县下辖的一个镇。
2014年6月30日，云南省人民政府批复同意撤销大田坝乡，设立大田坝镇。

## 行政区划
大田坝镇下辖以下地区：
大田坝村、文沧村、华严村、清河村、新寨村和湾岗村。

## 中国传统村落
2013年8月，铁匠寨自然村被评为第二批中国传统村落。